# Зоран Пауновић
Зоран Пауновић (Бор, 1962) српски је универзитетски професор, есејиста и преводилац. Пауновић је професор је енглеске књижевности на Филолошком факултету у Београду и Филозофском факултету у Новом Саду.

## Биографија
Рођен је 31. маја 1962. године у Бору. Након завршене гимназије отпочео је студије енглеског језика и књижевности на Филолошком факултету Универзитета у Београду где је и дипломирао 1985. године. Магистарску тезу под називом Мотив хајке у забавним романима Греама Грина одбранио је на Филолошком факултету у Београду 1989. године. Звање доктора књижевних наука стекао је на Филозофском факултету у Новом Саду 1995. године (назив докторске дисертације: Суочавање приповедача са жанровским оквирима: амерички романи Владимира Набокова). Данас у звању редовног професора предаје енглеску књижевност 19. и 20. века на Филолошком факултету у Београду и Филозофском факултету у Новом Саду, где тренутно обавља и функцију продекана за науку и међународну сарадњу.
У области интересовања и истраживања Зорана Пауновића убрајају се британска књижевност, америчка савремена проза, превођење, као и популарна култура и културолошке студије. Значајно је његово залагање на свим пољима, те је тако српску културу задужио не само ангажовањем на бројним успешно реализованим пројектима, већ пре свега као изврстан есејиста, предавач и преводилац. Аутор је (између осталог) студије о америчким романима Владимира Набокова Гутачи бледе ватре (Просвета, 1997), књиге есеја о англо-америчкој књижевности Историја, фикција, мит (Геопоетика, 2006), публикације Уликс Reload (са Јеленом Ђорђевић; Народна библиотека Бор, 2012), књиге есеја о америчкој и српској књижевности двадесетог века Прозор у двориште (Геопоетика, 2017), као и књиге есеја о вези рокенрола и књижевности Доба хероја (Геопоетика, 2018). Kултуру је обогатио и бројним преводима књига истинске литерарне вредности од којих се издваја превод романа Уликс (ЦИД, 2001; Геопоетика, 2003). Аутор је и бројних чланака, приказа, научних и стручних радова.
На састанку одржаном 30. априла 2015. године, Зоран Пауновић изабран је за новог члана НИН-овог жирија критике за најбољи роман године., а потом обавља и дужност председника НИН-овог жирија критике за најбољи роман године 2017. и 2018. године.
На изборној скупштини САНУ новембра 2018. године изабран је за дописног члана одељења језикa и књижевности.
Потпредседник је Српског ПЕН центра.

### Књиге
- Гутачи бледе ватре (амерички романи Владимира Набокова), Просвета, Београд, 1997, 400 стр.
- Историја, фикција, мит (есеји о англоамеричкој књижевности), Геопоетика, Београд, 2006, 215 стр.
- Уликс Reload (са Јеленом Ђорђевић), Народна библиотека Бор, 2012, 43 стр.
- Прозор у двориште (књига есеја о енглеској, америчкој и српској књижевности двадесетог века), Геопоетика, Београд, 2017, 284 стр.
- Доба хероја (књига есеја о суштинској вези књижевности и рокенрола), Геопоетика, Београд, 2018, 184 стр.

#### Гутачи бледе ватре
Гутачи бледе ватре је студија о америчким романима Владимира Набокова, аутора Зорана Пауновића, објављена у издању издавачке куће Просвета 1997. године. Зоран Пауновић своју студију темељи на тврдњи да је промена језичког медијума (након пишчеве емиграције у САД) морала имати утицаја на Набоковљев поглед на свет, па тако и на његово целокупно стваралаштво, и из тога, према речима Зорана Пауновића, проистиче нужност одвојеног посматрања и изучавања његових руских и америчких романа, и истиче да је реч о два потпуно различита имагинативна света, са различитим амбијентима, приповедачким поступцима и стилским особеностима. Своју тврдњу доказује прецизном анализом осам америчких романа Владимира Набокова: Стварни живот Себастијана Најта, У знаку незаконито рођених, Лолита, Пнин, Бледа ватра, Ада, Прозирне ствари, и Погледај арлекине!. Научно-истраживачки рад професора Пауновића се и овде преплиће са његовим преводилачким радом, те је тако превео романе Пнин (Одисеја, 2010), Прозирне ствари (Плато, 2003; Дерета, 2015) и Погледај арлекине! (Прометеј,1998; Дерета, 2019) за који је добио награду Друштва књижевника Војводине.
О студији Гутачи бледе ватре из рецензије Чедомира Мирковића:
У овој изванредној, методски доследној а језичко-стилски динамичној студији - о најзначајнијем стваралачком раздобљу Владимира Набокова (1899, Санкт Петербург), једног од највећих романсијера двадесетог века - англиста Зоран Пауновић тумачи књижевне специфичности романа који су (у раздобљу од 1940, па до Набоковљеве смрти 1977. године)написани у Америци, на енглеском језику. Исцрпном анализом сваког од осам романа из америчког раздобља, Пауновић долази до богате илустративности за тврдњу да се романи на енглеском језику разликују од романа (има их девет) који су настали у Европи, на руском, пре свега по измењеном односу према улози форме и по новом статусу приповедачког облика, па су, стога, артифицијелно раскошнији, смисаоно богатији и оригиналнији.
Условним раздвајањем два раздобља у књижевном раду Владимира Набокова, на основу границе која је настала преласком с једног језичког медијума на други и кљижевних модификација које су из такве промене произашле, аутор студије Гутачи бледе ватре, мноштвом поређења и књижевнотеоријских реминисценција, пружа аргументацију за синтезу, за целовиту представу о романсијеру који је, с разлогом, добио епитет "светског писца у најсуштинскијем значењу.

#### Историја, фикција, мит
Историја, фикција, мит је збирка есеја о англо-америчкој књижевности аутора Зорана Пауновића коју је објавила издавачка кућа Геопоетика 2006. године. Есеји су обједињени у четири целине: Исцртавање мапа, Изданци пусте земље, Ово није земља за старце, и On the road. Исцртавање мапа енглеске књижевности 19. и 20. века започиње енглеским писцем Џорџом Гордоном Бајроном, затим прати путеве изгнанства писаца Џозефа Конрада, Владимира Набокова и Џејмса Џојса, а своју причу приводи крају крећући се друмом духовног ескапизма Блејковог ученика Џима Морисона. Посао који је започео Џојс, чини се, завршава ДеЛило у свом настојању да митске пределе потпуно обесмисли, о чему Зоран Пауновић говори у есеју Дон ДеЛило: Бука у глави, дух у времену, којим уједно и завршава своју прву збирку есеја. Као већ афирмисани преводилац Џојса, Набокова, Барнса, ДеЛила, Остера, Тревора и осталих, вешто читаоце спроводи кроз „лавиринте модерне и постмодерне књижевности“, отварајући при том нове путеве за нека нова тумачења.
Академик Светозар Кољевић о књизи Историја, фикција, мит:
Зоран Пауновић се изузетно проницљиво књижевно-критички и филозофски креће кроз лавиринте модерне и постмодерне књижевности на енглеском језику, увек врло прецизно указујући на животну средину у којој су поједина дела поникла, као и на разноврсне начине на које ови писци преобликују своје животно искуство у својим фикционалним пројекцијама, а затим разматра и даље путеве и могућности митских читалачких поимања великих модерних и постмодерних књижевних остварења. Ова студија, како по својој разуђености, по богатству својих увида у путеве новије књижевности на енглеском језику, тако и по кохерентности својих анализа и закључака, изузетно је значајан допринос српској англистици, као и ширем разумевању оптике књижевних појава у савременом свету.
Џорџ Гордон Бајрон, Роберт Луис Стивенсон, Џозеф Конрад, Грејам Грин, Кристофер Хоуп, Мартин Ејмис, Роналд Харвуд, Џејмс Џојс, Џим Морисон, Владимир Набоков, Курт Вонегат и Дон ДеЛило само су нека од имена аутора којима се Зоран Пауновић бави у овој књизи.

#### Уликс Reload
Публикација Уликс Reload објављена је у оквиру издавачке делатности Народне библиотеке Бор 2012. године, као део Едукатовног програма упознавања са најзначајнијим завичајним личностима. Ова публикација наиме представља транскрипт предавања Зорана Пауновића Уликс Џејмса Џојса, одржаног у Народној библиотеци Бор децембра 2010. године, илустрованог стрип цртежима ауторке Јелене Ђорђевић.
О роману Уликс из публикације:
 У овом роману, на први поглед, нема ничег сумњивог, или, још строже речено, у овом роману, на први поглед, нема ничег. Зашто би нас занимали животи троје тако обичних, свакодневних људи у једном тако обичном, тривијалном дану? Али, било је, у време када је овај роман објављен, и оних који су видели даље и боље од других, и оних који су у њему препознали ремек-дело, оних који су у њему препознали књигу која у себи спаја прошлост, садашњост и будућност, књигу која сажима не само тај тренутак у историји светске књижевности и у историји света уопште, него и књигу која отвара путеве ка ономе што ће светска књижевност у двадесетом веку тек постати.

#### Прозор у двориште
Прозор у двориште је друга по реду збирка есеја аутора Зорана Пауновића објављена у издању Геопоетике 2017. године. Kњига је подељена у пет поглавља, од којих су четири посвећена енглеској, америчкој и српској књижевности двадесетог века, док је једно посвећено преводилаштву. За ову збирку есеја аутор је добио награду Иницијал за допринос уметности и култури на Сајму књига у Нишу 2018. године.
Владислав Бајац о књизи Прозор у двориште:
Пауновић анализира англо-саксонску поезију, прозу и драму једновремено хируршки прецизно и стваралачки слободно сучељавајући је (ин)директно са овдашњом кроз стручни, али лични духовни простор. Његово разматрање појединих дела, аутора, покрета и књижевних праваца не подразумева само уочавање њихових узрока и последица, већ покрива глобални контекст скоро пророчким увезивањем читавих временских раздобља и различитих векова. Пауновића краси синтетичко мишљење, изузетна способност за проналажење паралела у различитим књижевним епохама суптилним системом интерпретације од ког ствара ново оригинално дело – сопствено.

#### Доба хероја
Доба хероја је трећа по реду збирка есеја Зорана Пауновића објављена у издању Геопоетике 2018. године. Аутор својим особеним стилом и раније споменутом способношћу да спаја неспојиво указује на везе између рокентрола и књижевности.
Владислав Бајац о књизи Доба хероја:
Kњига есеја о суштинској вези рокенрола и књижевности настала је из много скромнијих разлога но што су јој реални домети. Наиме, сваки од текстова има свој конкретан повод; неку годишњицу, гостовање аутора, објављивање књиге или албума/ЦД-а, концерт. Сви они у збиру говоре о тој продуженој руци музике – стиху који и да хоће није само украс тону, или равноправни део тог јединства – већ самостална вредност која надилази музику и одлази у трајање. Пауновић управо пише о вредностима које су стечене у прошлости, а нису тзв. боља прошлост. Он их беспрекорнo и дубоко анализира, трезвеном и одмакнутом умношћу и зацементираном осећајношћу.

### Приређене књиге, предговори и поговори (избор)
- Опора носталгија Џејмса Џојса, предговор збирци приповедака: Џејмс Џојс, Даблинци, Нолит, 1995.
- Доријан Греј, сто година касније, предговор роману: Питер Акројд, Последњи тестамент Оскара Вајлда, Клио, 1996.
- Тревор и Фелисија, између Ирске и Енглеске, предговор роману: Вилијам Тревор, Фелисијино путовање, Нолит, 1997.
- Варљиви реализам Гринленда, поговор збирци приповедака: Греам Грин, Осећање стварности, Клио, 1997.
- Рани јади Дејвида Херберта Лоренса, предговор збирци приповедака: Дејвид Херберт Лоренс, Пруски официр, Нолит, 1997.
- Несташна оловка Луиса Керола, поговор роману: Алиса у земљи чуда, Матица српска, 1998.
- Једанаесто поглавље Барнсове историје, поговор роману: Џулијан Барнс, Бодљикаво прасе, Независни, 1999.
- Моби Дик: Еп о неухватљивом, поговор књизи: Херман Мелвил, Моби Дик, Моно и Мањана, 2001.
- Тмина и светлост Срца таме, поговор књизи Џозефа Конрада Срце таме, Стилос, 2002.
- Уликс, Џејмс Џојс (превод, коментари и поговор Зоран Пауновић), прво издање ЦИД, 2001; друго издање Геопоетика, 2003.
- Чајлд Харолд, Џорџ Гордон Бајрон (превод с енглеског Наташа Тучев; редактура превода, предговор, поговор и биографске напомене Зоран Пауновић) Завод за уџбенике и наставна средства, 2005.
- Песме, Боб Дилан (превели с енглеског Владимир Копицл и Мухарем Баздуљ; аутор пропратних текстова Зоран Пауновић; предговор Владислав Бајац), Геопоетика, 2019.

### Научни и стручни радови (избор)
- Уликс. Превод?, Зборник Матице српске за књижевност и језик, 2002.
- Како читати превод, поглавље у књизи: Како читати: о стратегијама читања трагова културе, Народна библиотека Србије, 2005.
- Leopold Bloom's meagre meal: Food as metaphor in Joyce's Ulysses, Belgrade English Language and Literature Studies (Belgrade BELLS) Beograd, 2009.
- Издавачи и преводи, Књижевни магазин, 2010.
- Милош Црњански и енглеска књижевност, Анали огранка САНУ у Новом Саду, 2013.
- Букер, првих десет година, Летопис Матице српске, 2014.

### Чланци, прикази (избор)
- Писац Господара мува, Дневник, Нови Сад, бр. 16831, 1993. (поводом смрти Вилијама Голдинга)
- Сумње и наде Томаса Елиота (приказ књиге ТС Елиот, Песме), Књиге, бр. 1, 1998.
- Кланица XX века (о стваралаштву Курта Вонегата), Политика, додатак Култура, уметност, наука, број 51, 1999.
- Како сам преводио Уликса, Књижевни магазин, бр. 4, 2001.
- Ко је украо Долорес Хејз (о Владимиру Набокову и преводу Аде на српски), Време бр. 656, 2003.
- Гвоздена врата перцепције (о поезији Џима Морисона), Време бр. 674, 2003.
- Последњи трамвај преко Трешњевке (о поезији Бранимира Штулића), Време бр. 687, 2004.
- Сусрет на дан Леополда Блума, Време бр. 702, 2004.
- Бука у глави, дух у времену (о стваралаштву савременог америчког романсијера Дона ДеЛила), Време бр. 713, 2004.
- Снага и немоћ приповедања (приказ књиге Хјуга Хамилтона Пегави људи), Време бр. 748, 2005.
- Енди Ворхол и Лу Рид: заводљиве дубине баршунастог подземља, Време бр. 792, 2006
- Вилијам Блејк, дух који хода (поводом 250 година од рођења Вилијама Блејка), Време бр. 865, 2007.
- Пала је тешка киша (40 година Вудстока), Време бр. 971, 2009.
- Као птица на жици (поводом доласка Ленарда Коена у Београд), Време бр. 973, 2009.
- Пејзажи у магли (Не дај ми никада да одем, Казуо Ишигуро), Време бр. 994, 2010.
- Бескрајна прича (уочи београдског концерта Боба Дилана), Време бр. 1013, 2010.
- Живот је негде другде (поводом 70 година од смрти Вирџиније Вулф), Време бр. 1054, 2011.
- Рече Гавран – „Никад више“? (In memoriam, Лу Рид), Време бр. 1191, 2013.
- Блуз, и друге приче (уочи београдског концерта Хјуа Лорија), Време бр. 1227, 2014.
- Најлепше певају заблуде (уочи београдског концерта Џоан Баез), Време бр. 1241, 2014.
- Ватра и ништа (45 година од смрти Џимија Хендрикса), Време бр. 1289, 2015.
- Дикенс је измислио лондонску маглу, магазин Elevate, фебруар 2017.

## Предавања
Човек је, чак и ако је тај човек некакав предавач, увек свој уколико говори искрено – уколико, дакле, говори не оно што зна да би требало да каже, већ оно што заиста мисли. То подразумева непрестано преиспитивање утврђених и канонизованих вредности, у мом случају пре свега књижевних. Кад о њима говорите из мало промењеног угла и без оне смртне уозбиљености коју говор о књижевним класицима обично подразумева, тиме макар стичете прилику да – у складу са својим могућностима – о њима кажете и понешто ново и свеже, или макар занимљиво, уместо да понављате одавно научене лекције и похабане истине.
Професор Пауновић кроз предавања на најбољи начин обједињује свој преводилачки и књижевни рад, и обрнуто – како и сам често истиче, активно бављење академским радом му у великој мери помаже, било да је у питању писање или превођење. У том смислу, и када су у питању предавања, као доминантне јасно се уочавају фигуре тројице писаца.
У оквиру Едукативног програма упознавања са завичајним личностима у Народној библиотеци Бор 2010. године, професор Пауновић је одржао предавање на тему Џојсов Уликс. 2013. године је у склопу манифестације Ирски дани на Одсеку за англистику Свеучилишта у Задру одржао предавање под називом Како сам (и зашто) преводио Уликса а затим је у Сијетлу (Simpson center for humanities, University of Washington) одржао предавање на тему Joyceing Ulysses into Serbian. У Загребу је 2018. године у склопу манифестације Ноћ књиге одржао предавање на тему Уликс - књига будућности.
У Народној библиотеци Србије у периоду од 2002. до 2004. године одржао је низ предавања и био учесник неколико трибина на тему америчке и енглеске књижевности и превођења, међу којима је и предавање Шекспир и Уликс. На Културној Олимпијади у Лондону 2012. године је у оквиру програма посвећеног Лази Костићу као првом шекспирологу, одржао предавање Шекспир у Србији. У Загребу је априла 2014. године, поводом 450 година од рођења Вилијама Шекспира, одржао предавање на тему Хамлет као политичка и психолошка драма.
Када је у питању Набоков, у Народној библиотеци Србије одржано је предавање Набоков и страст 2003. године, а у Загребу 2015. године реализовано је предавање на тему Владимир Набоков: једини светски писац.
Преводилаштво, као и проблеми са којима се суочавају преводиоци незаобилазна је тема и предавања међу којима треба издвојити Како читати превод одржано у оквиру циклуса Како читати у Народној библиотеци Србије 2004. године. Са супругом Иваном Ђурић Пауновић био је и учесник трибине Савремена америчка књижевност и зашто је преводим.

## Преводилачки рад
Чини ми се да сам и у време док се још нисам бавио превођењем, сваку књигу на енглеском језику приликом читања истовремено преводио у себи (превођење се, дакле, намеће, оно се увек намеће).
Сталним залагањем, што сопственим примером (један је од најбољих српских преводилаца), што исцрпним анализама и студијама о преводилаштву и српском издаваштву, Зоран Пауновић је у великој мери допринео подизању свести о потреби за истински озбиљним приступом у области превођења, указујући на то да је учинак лоших превода често погубнији него што се претпоставља. Током ангажовања у оквиру Радне групе за анализу, професионални развој и перманентно обучавање у издаваштву, која је основана при Министарству културе Републике Србије, где је био задужен за анализу квалитета превода и предлагања стандарда у области издаваштва указао је на суштински проблем непостојања јасног критеријума избора за објављивање књижевних дела, као и на проблем мањкавости превода. Том приликом је указао и на проблем потцењивачког и немарног односа према преводиоцима и преводу, и истакао да издавачи и поједини преводиоци често нису свесни одговорности која проистиче из чињенице да је превод за већину читалаца "једини медијум на основу којег стичу слику не само о делу и аутору већ и о националној књижевности и култури којој аутор и дело припадају“.
Своје тврдње Зоран Пауновић неретко потврђује у пракси. Вишеструко је награђиван за свој преводилачки рад. Свакако најзначајнији у његовом преводилачком опусу је превод романа Уликс Џејмса Џојса (Геопоетика, 2003) за који је добио награду Лаза Костић. Издавачка кућа Геопоетика је 2012. године је издала саопштење да је Зоран Пауновић почео да преводи и Финеганово бдење Џејмса Џојса.

### Превод романа Уликс
Професор Александар Јерков је оценио да је превод романа Уликс најзначајнији преводилачки подухват новијег доба:
Један од начина да човек себи за живота подигне споменик уколико се бави превођењем јесте да преведе неки од светих списа, било које религије, или неки од најтежих и најиздржљивијих текстова на којима почива читав један цивилизацијски круг... Догодило се српској култури, после многих деценија премишљања и одустајања оних у чијем се правцу гледало, да добије новог, за наше прилике млађег човека достојног изазова какав представљају легенда звана Џејмс Џојс и свети спис модернизма шире познат као роман Уликс. Зоран Пауновић, о коме је реч, са лакоћом која иритира и шармом који никога не оставља равнодушним подарио нам је први превод величанственог - да га назовем тако - романоепског дела XX века.
Џојс је ово ремек-дело писао у периоду од 1914. до 1921. године. Зорану Пауновићу је било потребно око две године за овај најзначајнији преводилачки подухват новијег доба. Међутим, према његовим речима, тај период од "двадесетак месеци активног рада" био је само завршна етапа "једног поодавно започетог посла“. Стога је одговор који даје на питање колико је дуго радио на преводу Уликса, према његовим речима, само привидно истинит, и сматра да је његово путовање ка завршном "да" у монологу Моли Блум почело ако не још када је у седамнаестој години прочитао Портрет уметника у младости, онда свакако оног тренутка када је отпочео студије енглеског језика и књижевности. Како сам истиче, и десетак година активног академског рада у области књижевности свакако је било од помоћи ("ако ништа друго, макар ми није недостајало свести о томе у шта се упуштам"). Захваљујући том предзнању, читаоцима је умногоме олакшано читање Уликса, јер је овај превод, за разлику од претходног, опремљен многобројним коментарима и напоменама. За потребе превода је коришћен репринт париског издања из 1922. године, уз исправке које је за ту верзију текста додао сам Џојс, а коришћене су десетине књига које се баве Џојсовим ремек-делом. Прво издање је објавила издавачка кућа ЦИД из Подгорице, док је за објављивање другог издања заслужна издавачка кућа Геопоетика.
Први примерак Уликса (тј. нулти примерак, ручни рад) угледао је светлост дана баш на рођендан Џејмса Џојса. Како истиче Зоран Пауновић, тај гест садржи у себи фину симболику јер се баш тај датум сматра за датум рађања модерне уметности. Нешто касније, 1939. године, светлост дана угледао је роман на коме је Џојс радио седамнаест година. Зоран Пауновић је оптимистичан у својој процени да ће рад на преводу тог романа бити готов за нешто краће време.

### Финеганово бдење
На преводу сам, у извесном смислу, почео да радим још приликом првог сусрета с Финеганом, у неком тренутку током студија.
Издавачка кућа Геопоетика саопштила је да је Зоран Пауновић почео да преводи Финеганово бдење на коме је Џојс радио седамнаест година а које чека више од 73 године да добије српски превод. Професор Пауновић је оценио да је реч о најкомплекснијем и најреволуционарнијем Џојсовом делу, као и да дело обилује лингвистичким експериментима, алузијама и асоцијацијама. Такође наглашава да је Џојс од романа тока свести овде подигао форму за степен више, "на нелинеарни, циклични наратив, чија је радња смештена у пределе снова" и закључује да, ако Уликс говори о дану, Финеганово бдење говори о ноћи- "о сновима унутар снова, њиховом сопственом животу и међусобном претапању које твори властити језик и митове", и зато "ово хаотично, узбудљиво и генијално дело заправо није текст о сну, оно је сан“. Када је реч о самом преводу, Зоран Пауновић је нагласио да ће настојати да задржи 1001 слово, као и да ће речи које нису англофоне остати непреведене. Такође је нагласио да синестезија смисаоних, звучних и визуелних аспеката спада у утиске које ће се посебно потрудити да пренесе. Овај превод ће такође бити опремљен коментарима и напоменама захваљујући чему је и Уликс у знатној мери приближен већем броју читалаца:
Настојаћу да такозвани „пратећи академски апарат“ сместим у исту књигу, заједно с преводом. А трудићу се, пре свега, да превод буде довољно проходан, односно да не приморава читаоца да пречесто посеже за додатним објашњењима – била она у дну странице, или у додатној књизи. За Уликса сам имао написаних неких две и по хиљаде фуснота – у завршној верзији превода остало их је тек нешто више од хиљаду. Преведеном делу – и читаоцу – треба оставити простор за дисање.
Осим Џојса, преводио је и дела Дона ДеЛила, Џозефа Конрада, Џулијана Барнса, Вилијама Тревора, Владимира Набокова, Пола Остера и других. У тандему са супругом Иваном Ђурић Пауновић превео је Фелисијино путовање Вилијама Тревора и за тај превод им је уручена награда Милош Н. Ђурић. За превод романа Подземље Дона ДеЛила (Геопоетика, 2007) добио је награду Михаило Ђорђевић за најбољи превод књижевне прозе са енглеског језика за 2007. годину. У преводу Зорана Пауновића објављен је и роман Ово личи на крај Џулијана Барнса (Геопоетика, 2011), за који је британски писац добио престижну награду Ман Букер, као и роман Сати Мајкла Канингема, добитника Пулицерове награде (управо за овај роман). Његов преводилачки допринос видљив је и на пољу популарне културе. Превео је књигу Популарна култура (Клио, 2001) Џона Фиска, једног од водећих стручњака у овој области. Заслужан је и за превод књиге Дејвида Баучера Дилан и Коен - Песници рокенрола (Клио, 2008), а као уредник издавачке куће Клио и за објављивање превода књиге Ијана Макдоналда Револуција у глави - Песме Битлса и шездесете (Клио, 2012).

### Преводи (избор)
- Фелисијино путовање, Вилијам Тревор, Нолит, 1997. (са Иваном Ђурић Пауновић)
- Њујоршка трилогија, Пол Остер, Геопоетика, 1998. (са Иваном Ђурић Пауновић и Светланом Спаић)
- Срце таме, Џозеф Конрад, Нолит, 1999.
- Бодљикаво прасе, Џулијан Барнс, Независни, 1999.

- Популарна култура, Џон Фиск, Клио, 2001.
- Пре но што ме је срела, Џулијан Барнc, Геопоетика, 2002.
- Књига опсена, Пол Остер, Геопоетика, 2003. (са Иваном Ђурић Пауновић)
- Уликс, Џејмс Џојс, ЦИД, 2001; Геопоетика, 2003.
- Космополис, Дон ДеЛило, Геопоетика, 2004.
- Подземље, Дон ДеЛило, Геопоетика, 2007.
- Падач, Дон ДеЛило, Геопоетика, 2008.
- Дилан и Коен - песници рокенрола, Дејвид Баучер, Клио, 2008.
- Тачка омега, Дон ДеЛило, Геопоетика, 2010.
- Ово личи на крај, Џулијан Барнс, Геопоетика, 2011.
- Љубавници моје мајке, Кристофер Хоуп, Геопоетика, 2012.
- Анђео Есмералда, Дон ДеЛило, Геопоетика, 2013.
- Хокус покус, Курт Вонегат, Клио, 1998; Дерета, 2014.
- Како ради музика, Дејвид Бирн, Геопоетика, 2015. (са Иваном Ђурић Пауновић)
- Сакупљање вуне, Пети Смит, Геопоетика, 2015.
- Прозирне ствари, Плато, 2003; Дерета 2015.
- Нула К, Дон ДеЛило, Геопоетика, 2016.
- Шум времена, Џулијан Барнс, Геопоетика, 2016.
- Тарантула, Боб Дилан, Геопоетика, 2017.
- Живот и пустоловине Џека Енгла, Волт Витман, Геопоетика, 2017. (са Иваном Ђурић Пауновић)
- Jasmine and death, Јелена Ленголд (награда читалаца ЕУ за најбољу европску причу), 2018.
- Сати, Мајкл Канингем, Архипелаг, 2018.
- Погледај арлекине!, Владимир Набоков, Прометеј, 1999; Дерета, 2019.
- Човек у црвеном капуту, Џулијан Барнс, Геопоетика, 2020.
- Тишина, Дон ДеЛило, Геопоетика, 2020.

### Позоришни комади
Увек ми је занимљиво кад имам прилику да чујем како је глумац, или неки други професионални интерпретатор текста наглас, доживео и протумачио мој превод. Тада обично уочим и поједине нијансе значења које код мене нису биле у првом плану.
На Културној олимпијади у Лондону 2012. године успешно је изведена представа Хенри Шести Народног позоришта у Београду у режији Никите Миливојевића и преводу Зорана Пауновића. Представа је изведена на сцени чувеног Глоб театра и побрала је низ позитивних критика, како лондонске публике тако и критичара. Том приликом Зоран Пауновић је одржао предавање на тему Шекспир у Србији. Драма Хенри Шести изведена је и на првом Шекспир фестивалу у Чортановцима 2014. године.
Драмски комад Хамлет у режији и адаптацији Ане Вукотић и у преводу Зорана Пауновића премијерно је изведен на Великој сцени Црногорског народног позоришта јуна 2019. године.

#### Преводи драмских комада (избор)
- Хенри Шести, Вилијам Шекспир, у режији Никите Миливојевића (Народно позориште Београд, 2012)
- The Silent Language, Миодраг Станисављевић, у режији Џеклин Стоун (TUTA Theatre Chicago, 2013)
- Гетсимански врт, Дејвид Хер, у режији Љиљане Тодоровић (Атеље 212, 2019)
- Хамлет, Вилијам Шекспир, у режији Ане Вукотић (Црногорско народно позориште, 2019)

## Награде
- награда Милош Н. Ђурић за најбољи превод године за превод романа Фелисијино путовање Вилијама Тревора (Нолит, 1997)[1]
- Нолитова награда за најбољи превод у 1997. години за превод романа Фелисијино путовање Вилијама Тревора (Нолит, 1997)
- награда Друштва књижевника Војводине за најбољи превод године за роман Погледај арлекине! (Прометеј, 1999)[1]
- награда Лаза Костић за превод романа Уликс (Геопоетика, 2003)[1]
- награда Михаило Ђорђевић за најбољи превод књижевне прозе са енглеског језика за 2017. годину, за превод романа Подземље Дона ДеЛила (Геопоетика, 2007)[1]
- награда Иницијал за допринос уметности и култури за књигу Прозор у двориште, Сајам књига у Нишу, 2018.[1]

## Чланство
- потпредседник Српског ПЕН центра
- члан Удружења књижевних преводилаца Србије
- члан Српског књижевног друштва
- члан Друштва књижевника Војводине
- члан НИН-овог жирија критике за најбољи роман године (2015, 2016)
- председник НИН-овог жирија критике за најбољи роман године (2017, 2018)
- дописни члан САНУ од 2018. године